# Bromură de oxifenoniu
Bromura de oxifenoniu este un medicament antimuscarinic cu efecte centrale foarte reduse sau nule, fiind o sare de amoniu cuaternar. Este utilizat pentru a trata ulcerele gastrice și duodenale și pentru a combate spasmele viscerale.